# Franz von Herberstorff

Franz von Herberstorff, Detail seiner Grabplatte in der Pfarrkirche Allerheiligen bei Wildon in Steiermark.

Franz von Herberstorff (* vor 1515; † nach 1560) war Mitglied im steirischen Landesausschuss und Bürgermeister in Graz.

## Leben
Franz, auch Franciscus, entstammte dem alten steirischen Adelsgeschlecht der Herberstorffer. Er war ein Sohn des Johannes von Herberstorff und seiner Gattin Ursula von Lindt, eine Tochter des Sigismund von Lindt und seiner ersten Ehefrau Margarethe von Khuenburg.
In erster Ehe war Franz mit Amalie von Waideck, Tochter des Christoph von Waideck und seiner Gattin Lucia Voegler (Vögler), verheiratet. Mit ihr hatte er vierzehn Kinder – sechs Söhne und acht Töchter.
Nach dem Ableben seiner ersten Gattin ging er am 18. November 1543 mit der Witwe des Gabriel von Stübich, eine zweite Ehe ein. Elisabeth, eine Tochter des Johann von Herberstein und seiner Frau Margarethe von Racknitz, war bei der Trauung bereits hochschwanger und brachte sieben Tage später den gemeinsamen Sohn Andreas zur Welt. Mit seiner zweiten „Hausfrau“ hatte Franz von Herberstorff, wie auf seiner Grabplatte zu lesen ist, insgesamt fünf Söhne.
Die Vorfahren des Franz von Herberstorff, zumindest seine Eltern, hatten ihren Begräbnisplatz in der Pfarrkirche Sankt Georgen an der Stiefing. Mit dieser Tradition brechend, verlegte Franz von Herberstorff die Begräbnisstätte zur Allerheiligenkirche in die Nähe seines Stammsitzes. Offensichtlich nach dem Tode seiner zweiten Frau, gab er ein steinernes Grabrelief in Auftrag, auf dem er einige Details seiner verwandtschaftlichen Beziehungen und die Namen seiner Kinder einmeißeln ließ.

## Epitaph

Epitaph des Franz von Herberstorff in der Pfarrkirche Allerheiligen bei Wildon in Steiermark.

Das Epitaph, das im hinteren rechten Innenbereich der Pfarrkirche in die östliche Außenwand eingemauert wurde, zeigt Franz von Herberstorff mit seinen beiden Frauen sowie seine Söhne und Töchter kniend vor dem Gekreuzigten. Die sechs Textfelder des Reliefs tragen folgende Inschriften:
Oberes Feld links
FRAV * MARGRET * HERN * CRISTOF * VON * RAGKNIZ * DAHTER * IST * HERN * HANS * FREIHER * VON * HERBERSTAIN * HAVSFRAV * GEWEST 
Mittleres Feld links
HIE * LIGT * PEGRABEN * DER * EDL * VND * VEST * HER * FRANTZ * HERBERSTARFFER * SANDT * SAEINER * FRAV * MVETER * FRAV * VRSVLA * GEPORNE * VON * LINDT * DER * AVCH * ZWO * HAVSFRAVEN * GEHABT * MIT * ETLICHEN * SEINEN * KINDERN * DER * GESTORM * IST * AM * (ohne Datum)
Unteres Feld links
HANS * FERDINĀD * ANDRE * KARL * VICTERIN * ADAM * FRIDRIH * ODT * ERASM * MAXYMILIAN * KASPAR * 
Oberes Feld rechts
FRAV * LVCIA * NICLAS * FEGLER * ZV * HAVZN HAM * DAHTER * IST * KRISTOF * VOWADEK * HAVSFRAV * GEBEST * 
Mittleres Feld rechts
DIE * ERST * SEIN * HAVSFRA * FRAV * AMALEI * CRISTOFEN * VON * WADEGK * SALIGN * DOCHTER * DAPEI * HAT * ER * GEHABT * SEX * SVN * VND * AGHT * TECHTER * MIT * DER * ANDERN * FRAVEN * ELISABET * HERN * HANSN * FREIHERN * VON * HERBERSTAIN * SALIG * DACHTER * HAT ER * GEHABT * FVNF * SVN * GOT * DER * ALMECHTIG SEI * IN VND * VNS * ALN * GNADIG * VND * BARMHERCIG AMEN *
Unteres Feld rechts
LVCIA * BARBARA * MARIANA * ROSINA * SOFFIA * MARGRET * ANNA * KATARINA * AMALLEY * 

## Familienliste

### I. Ehe
1. Franz, ⚭ Amalie von Waideck, Tochter des Christoph von Waideck & Gattin Lucia Vögler.[3]
  1. Sophia, ⚭ Bartholomäus von Weißeneck.
  2. Katharina, ⚭ (26. Mai 1555) Melchior von Teufenbach.
  3. Mariana, ⚭ Georg Rüedt von Collenberg.
  4. Maximilian
  5. Adam
  6. Johannes
  7. Viktor
  8. Erasmus
  9. Ferdinand
  10. Lucia
  11. Barbara
  12. Rosina

### II. Ehe
1. Franz, ⚭ (18. November 1543) Elisabeth, Witwe des Gabriel von Stübich, Tochter des Freiherrn Johann von Herberstein & Gattin Margarethe von Racknitz.[4]
  1. Andreas, (* 25. November 1543), ⚭ I., (1572) Barbara von Gleispach, ⚭ II., Livia Emilia Gräfin von Arco.
  2. Markwart, (* 7. November 1546).
  3. Karl, (* 23. Dezember 1547; † 5. Oktober 1606), ⚭ I., Anna Susanna von Liechtenstein († 1582), ⚭ II., (nach 1582), Anna Maria von Eggenberg.
  4. Friedrich, (* 29. September 1549).
  5. Otto, (* 6. August 1551; † Ende 1601), ⚭ (16. September 1576 in Radkersburg), Benigna von Lengheim.
  6. Amalie, (* 29. August 1553).
  7. Kaspar, (* 25. Juni 1555)  ⚭ Magdalena von Ratmannsdorf, Tochter des Walkham (Wilhelm) von Ratmannsdorf & Gattin Sigune (Salome) Freiin von Khevenhüller-Aichelberg.
  8. Ulrich, (* 15. April 1560) ⚭ I., Margarete Freiin von Kollonitsch, ⚭ II., Anna von Gleispach, Tochter des Wilhelm von Gleispach.
  9. Kunigunde